# بطولة أمريكا الجنوبية لألعاب القوى للناشئين 1960
بطولة أمريكا الجنوبية لألعاب القوى للناشئين 1960 هي النسخة الـ 2 من بطولة أمريكا الجنوبية لألعاب القوى للناشئين. أقيمت في سانتياغو. شارك فيها 74 رياضياً من 3 بلدان. تصدرت الأرجنتين جدول الميداليات برصيد 18 ميدالية منها 10 ذهبية.

## جدول الميداليات
| الترتيب | منتخب     | ذهبية | فضية | برونزية | المجموع |
| ------- | --------- | ----- | ---- | ------- | ------- |
| 1       | الأرجنتين | 10    | 2    | 6       | 18      |
| 2       | تشيلي     | 7     | 10   | 7       | 24      |
| 3       | بيرو      | 1     | 6    | 5       | 12      |